# Olympische Sommerspiele 1992/Kanu – Einer-Kajak Slalom (Männer)
Die Wettkämpfe im Einer-Kajak-Slalom bei den Olympischen Sommerspielen 1992 wurden am 2. August auf der Slalomstrecke Parc Olímpic del Segre in La Seu d’Urgell ausgetragen. Es war die erste Austragung im Kanuslalom seit 1972.
Olympiasieger wurde der Italiener Pierpaolo Ferrazzi, der in seinem zweiten Lauf die Konkurrenz überraschend schlug, während er mit den Punkten aus Lauf 1 nur im Mittelfeld gelandet wäre.

## Ergebnisse
Die 44 Teilnehmer hatten jeweils zwei Läufe, von denen der bessere in die Wertung einfloss.
| Platz | Kanute                   | Nation                        | Lauf 1      | Lauf 1 | Lauf 1 | Lauf 2      | Lauf 2 | Lauf 2 | Gesamt |
| Platz | Kanute                   | Nation                        | Zeit        | Strafe | Total  | Zeit        | Strafe | Total  | Total  |
| ----- | ------------------------ | ----------------------------- | ----------- | ------ | ------ | ----------- | ------ | ------ | ------ |
| 1     | Pierpaolo Ferrazzi       | Italien                       | 1:51,64 min | 5      | 116,64 | 1:46,89 min | 0      | 106,89 | 106,89 |
| 2     | Sylvain Curinier         | Frankreich                    | 2:08,09 min | 5      | 133,09 | 1:47,06 min | 0      | 107,06 | 107,06 |
| 3     | Jochen Lettmann          | Deutschland                   | 1:48,52 min | 0      | 108,52 | 1:49,72 min | 0      | 109,72 | 108,52 |
| 4     | Richard Fox              | Großbritannien                | 1:44,73 min | 15     | 119,73 | 1:48,85 min | 0      | 108,85 | 108,85 |
| 5     | Laurent Brissaud         | Frankreich                    | 1:49,37 min | 0      | 109,37 | 1:53,02 min | 10     | 123,02 | 109,37 |
| 6     | Marjan Štrukelj          | Slowenien                     | 1:50,11 min | 0      | 110,11 | 1:51,75 min | 20     | 131,75 | 110,11 |
| 7     | Melvyn Jones             | Großbritannien                | 1:50,40 min | 0      | 110,40 | 1:55,70 min | 15     | 130,70 | 110,40 |
| 8     | Ian Wiley                | Irland                        | 1:50,45 min | 0      | 110,45 | 1:48,93 min | 15     | 123,93 | 110,45 |
| 9     | Albin Čižman             | Slowenien                     | 1:52,12 min | 0      | 112,12 | 1:50,73 min | 0      | 110,73 | 110,73 |
| 10    | Janez Skok               | Slowenien                     | 1:52,00 min | 0      | 112,00 | 1:51,52 min | 0      | 111,52 | 111,52 |
| 11    | Michael Reys             | Niederlande                   | 1:51,90 min | 0      | 111,90 | 1:54,73 min | 110    | 224,73 | 111,90 |
| 12    | Horst Pock               | Österreich                    | 1:52,22 min | 0      | 112,22 | 1:54,41 min | 0      | 114,41 | 112,22 |
| 13    | Eric Jackson             | Vereinigte Staaten            | 1:52,59 min | 0      | 112,59 | 1:52,04 min | 5      | 117,04 | 112,59 |
| 14    | Vincent Fondeviole       | Frankreich                    | 1:47,69 min | 5      | 112,69 | 2:00,19 min | 165    | 285,19 | 112,69 |
| 15    | David Ford               | Kanada                        | 1:52,70 min | 0      | 112,70 | 1:50,32 min | 5      | 115,32 | 112,70 |
| 16    | Richard Weiss            | Vereinigte Staaten            | 1:49,29 min | 5      | 114,29 | 1:48,12 min | 5      | 113,12 | 113,12 |
| 17    | Manuel Köhler            | Österreich                    | 1:53,68 min | 0      | 113,68 | 1:52,06 min | 5      | 117,06 | 113,68 |
| 18    | Thomas Brunold           | Schweiz                       | 1:54,99 min | 10     | 124,99 | 1:54,69 min | 0      | 114,69 | 114,69 |
| 19    | Frits Sins               | Niederlande                   | 1:52,35 min | 10     | 122,35 | 1:49,77 min | 5      | 114,77 | 114,77 |
| 20    | Ian Raspin               | Großbritannien                | 1:51,91 min | 5      | 116,91 | 1:50,52 min | 5      | 115,52 | 115,52 |
| 21    | Patrice Gagnon           | Kanada                        | 1:56,25 min | 0      | 116,25 | 1:53,79 min | 5      | 118,79 | 116,25 |
| 22    | Javier Etxaniz           | Spanien                       | 1:59,54 min | 55     | 174,54 | 1:56,47 min | 0      | 116,47 | 116,47 |
| 23    | Luboš Hilgert            | Tschechoslowakei              | 1:51,63 min | 5      | 116,63 | 1:53,48 min | 5      | 118,48 | 116,63 |
| 24    | Pavel Přindiš            | Tschechoslowakei              | 1:52,60 min | 5      | 117,60 | 1:54,99 min | 5      | 119,99 | 117,60 |
| 25    | Donald Johnstone         | Neuseeland                    | 1:50,71 min | 10     | 120,71 | 1:52,73 min | 5      | 117,73 | 117,73 |
| 26    | Thomas Becker            | Deutschland                   | 1:54,38 min | 5      | 119,38 | 1:50,63 min | 10     | 120,63 | 119,38 |
| 27    | Scott Shipley            | Neuseeland                    | 1:49,64 min | 10     | 119,64 | 1:55,98 min | 5      | 120,98 | 119,64 |
| 28    | Tsuyoshi Fujino          | Japan                         | 2:08,92 min | 0      | 128,92 | 1:59,95 min | 0      | 119,95 | 119,95 |
| 29    | Jens Vorsatz             | Deutschland                   | 2:00,51 min | 0      | 120,51 | 1:54,37 min | 10     | 124,37 | 120,51 |
| 30    | Marlon Grings            | Brasilien                     | 2:00,86 min | 5      | 125,86 | 2:00,82 min | 0      | 120,82 | 120,82 |
| 31    | Gustavo Selbach          | Brasilien                     | 1:57,14 min | 5      | 122,14 | 1:57,09 min | 10     | 127,09 | 122,14 |
| 32    | Ralph Rhein              | Schweiz                       | 1:58,05 min | 5      | 123,05 | 1:57,27 min | 20     | 137,27 | 123,05 |
| 33    | Gregor Becke             | Österreich                    | 1:58,65 min | 15     | 133,65 | 1:53,62 min | 10     | 123,62 | 123,62 |
| 34    | Lazar Popovski           | Unabhängige Olympiateilnehmer | 2:03,82 min | 0      | 123,82 | 2:05,72 min | 10     | 135,72 | 123,82 |
| 35    | José María Martínez      | Spanien                       | 1:55,15 min | 15     | 130,15 | 1:54,69 min | 10     | 124,69 | 124,69 |
| 36    | Alexander Rennie         | Südafrika                     | 2:06,79 min | 0      | 126,79 | 2:13,12 min | 65     | 198,12 | 126,79 |
| 37    | Juan Maricich            | Argentinien                   | 2:10,05 min | 10     | 140,05 | 2:23,67 min | 55     | 198,67 | 140,05 |
| 38    | Corran Addison           | Südafrika                     | 2:12,63 min | 25     | 157,63 | 2:10,71 min | 20     | 150,71 | 150,71 |
| 39    | Milan Đorđević           | Unabhängige Olympiateilnehmer | DNF         | DNF    | DNF    | 2:26,28 min | 10     | 156,28 | 156,28 |
| 40    | Gary Wade                | Südafrika                     | 2:20,61 min | 130    | 270,61 | 2:22,93 min | 20     | 162,93 | 162,93 |
| 41    | Joaquín García Benavides | Costa Rica                    | 3:19,23 min | 105    | 304,23 | 2:34,14 min | 15     | 169,14 | 169,14 |
| 42    | Eric Arenas              | Peru                          | 2:50,02 min | 0      | 170,02 | 2:59,52 min | 75     | 254,52 | 170,02 |
| 43    | Ferdinand Steinvorth     | Costa Rica                    | 2:29,07 min | 120    | 269,07 | 2:26,11 min | 45     | 191,11 | 191,11 |
| 44    | Gabriel Álvarez          | Costa Rica                    | 3:08,87 min | 270    | 458,87 | 2:51,02 min | 130    | 301,02 | 301,02 |